# Cashmyra
Cashmyra was een de artiestennaam van singer-songwriter Cashmyra Rozendaal en is sinds 2019 een Nederlandse band, bestaande uit Rozendaal (zang, gitaar en liedschrijver) en Djai-Mac Wolthof (drums en zang).

## Geschiedenis
Sinds 2015 maakte Rozendaal onder de artiestennaam muziek, terwijl ze een opleiding volgde aan de Herman Brood Academie. De muziek die ze maakt past in het genre Nederlangstalige postpunk. Ze bracht in 2017 de ep Charlie uit. Een jaar later stond ze in de finale van de Grote Prijs van Nederland. In 2019 deed de zangeres mee aan de POPgroningen Talent Award. De zangeres kwam tot de halve finale, waar bleek dat ze een drummer nodig had. De coach van Rozendaal bij de show belde Wolthof of hij voor Rozendaal kon drummen. Na slechts een week oefenen wonnen ze de halve finale, waarna ze besloten om ook de finale samen te doen. De award werd gewonnen en de twee besloten om daarna samen te blijven werken.
De twee stonden in januari 2020 op Eurosonic Noorderslag en brachten in dat jaar enkele singles uit, zoals Zichzelf oplost en Hemelsblauw. Aan het einde van het jaar kwam het duo met hun debuutalbum met de naam Moreel verwerpelijk. Bij de vanwege de coronacrisis online versie van ESNS in 2021 speelde het duo ook mee. Tevens zijn ze onderdeel van Popronde 2021. In september 2021 wordt in samenwerking met Simplon een online expositie getoond, die oorspronkelijk fysiek zou worden gehouden ten tijde van het release van het debuutalbum. In deze expositie worden kunst en muziek met elkaar gecombineerd.
In 2022 brengt de band enkele singles uit, opbouwend naar de ep Privé, dat uitkwam in februari 2023. De ep stapt deels af van de postpunk, en gaat meer richting nederpop. Vlak voor het uitbrengen van de extended play staan ze voor een derde keer op ESNS. Halverwege 2023 komen ze met de eerste editie van het tijdschrift Eerst Zine Dan Geloven, waarin fans een inkijkje kunnen nemen op het leven van het duo.

## Discografie (albums en ep's)
- Moreel verwerpelijk (album, 2020)
- Privé (ep, 2023)